# 长尾白鱼
长尾白鱼（学名：Anabarilius longicaudatus）为輻鰭魚綱鯉形目鯝科白鱼属的鱼类。在中国，分布于南盘江等，體長可達20公分，棲息在河川底中層水域，生活習性不明。该物种的模式产地在富源县块择河。體長可達20公分。

## 扩展阅读
維基物種上的相關：长尾白鱼